# Сотогуда-Палуе (Белуно)
Сотогуда-Палуе (итал. Sottoguda-Palue) је насеље у Италији у округу Белуно, региону Венето.
Према процени из 2011. у насељу је живело 206 становника. Насеље се налази на надморској висини од 1246 м.